# Motobu-ryū

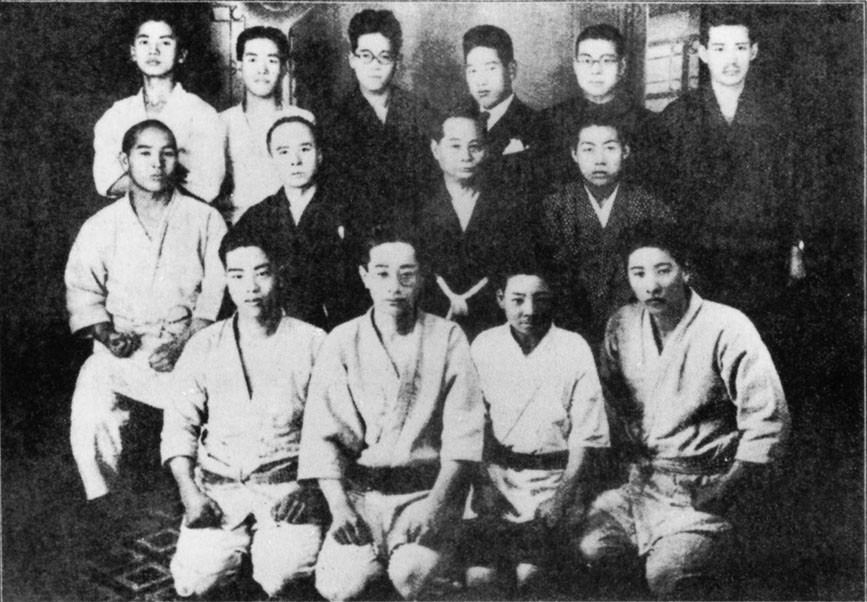
Escola de motobu-ryū el 1926.

El motobu-ryū (本部流) és un estil de karate, fundat per Choki Motobu el 1922. El nom oficial és Nihon Denryu Heiho Motobu Kenpo (Tècniques tradicionals japoneses Motobu Kempo).
Aquest estil prové dels estil shuri-te i tomari-te i va donar origen als estils wadō-ryū, shindō jinen-ryū, matsubayashi-ryu i Nihon Kenpo Karatedo.